# Arynów (stacja kolejowa)
Arynów – zlikwidowana i zamknięta w 2007 roku kolejowa stacja towarowa w Stojadłach, w gminie wiejskiej Mińsk Mazowiecki, w powiecie mińskim, w województwie mazowieckim. Została oddana do użytku w 1970 roku przez Polskie Koleje Państwowe.